# Parc de la Cavalerie
Le parc de la Cavalerie est un jardin de Metz, dans le département de la Moselle en région Grand Est.

## Situation
Il se situe au bord de la Moselle, au quai Wiltzer.

## Toponymie
Le parc tient son nom de la caserne de cavalerie du Fort-Moselle construite au XVIIIe siècle.